# Sistersville
Sistersville è un comune degli Stati Uniti d'America, nella contea di Tyler nello Stato della Virginia Occidentale.